# Alexander Julius Schindler
Alexander Julius Schindler, född den 26 september 1818 i Wien, död där den 16 mars 1885, var en österrikisk författare och politiker.
Schindler var medlem av riksrådet 1861–1870. Han utgav under pseudonymen Julius von der Traun en samling Gedichte (1871; 3:e upplagan 1876), eposet Salomon, König von Ungarn (1873; 2:a upplagan 1876), novellen Der Schelm von Bergen (1879; 4:e upplagan 1885) med mera.